# Бе-Мидбар (недельная глава)
Бе-Мидбар (ивр. בְּמִדְבַּר‎) — одна из 54 недельных глав-отрывков, на которые разбит текст Пятикнижия (Хумаша). 34-й раздел Торы, 1-й раздел книги Чисел. Раздел Бемидбар («В пустыне») всегда читается перед праздником Швуэс, отмечаемым в день, когда евреям была дарована Тора.

## Краткое содержание
В синайской пустыне Б-г повелевает произвести исчисление двенадцати Колен Израилевых. В результате совершённой Моше переписи насчитывается 603550 мужчин возраста воинской службы (от 20 до 60 лет). Колено Леви исчисляется отдельно и насчитывает 22000 человек мужского пола в возрасте от 1 месяца и старше. Левиты должны служить в Храме вместо первенцов, чья численность была примерно той же самой, но которые стали непригодны для священнослужения из-за поклонения Золотому тельцу. 273 первенца (составлявших разницу между числом коэнов и левитов) должны были внести выкуп в количестве пяти шекелей.
Когда во время странствий по пустыне евреи отправлялись в путь, левиты разбирали и несли Святилище, и на следующей стоянке собирали его в центре лагеря. Затем они возводили собственные шатры вокруг него: семейство Кеата, чьей обязанностью было переносить на плечах храмовую утварь (Ковчег, Менора и т. д.), располагались к югу от Святилища; левиты семейства Гершона, перевозившие занавеси и покрывала, располагались на западе; и семейство Мерари, отвечавшее за перевозку балок и оснований, разбивало лагерь к северу от Храма. На востоке, напротив входа в Святилище находились шатры Моше, Аарона и сыновей Аарона.
Вокруг стана левитов располагались четырьмя группами шатры двенадцати колен. На востоке располагались Йехуда (74600 человек), Иссахар (54400) и Зевулун (57400); на юге — Реувен (46500), Шимон (59300) и Гад (45650); на западе — Эфраим (40500), Менаше (32200) и Биньямин (35400); и к северу — Дан (62700), Ашер (41500) и Нафтали (53400). В таком же порядке они передвигались во время странствий. У каждого колена был свой наси и особого цвета флаг с особой же эмблемой.